# Nati nel 1923/Gennaio
| Questa pagina contiene informazioni ricavate automaticamente dalle voci biografiche con l'ausilio del template Bio e di un bot. L'aggiornamento è periodico e automatico e ricostruisce completamente la pagina. Se manca una persona in questa lista, sei pregato di non aggiungerla, ma accertati piuttosto che la sua voce biografica contenga il template Bio e che i dati anagrafici siano correttamente compilati. Se il template Bio manca, inseriscilo tu stesso o, in alternativa, metti l'avviso {{tmp\|Bio}} che ne segnala la mancanza. Se i dati riportati sono sbagliati, correggi direttamente la voce biografica; le modifiche saranno visibili in questa lista entro pochi giorni. Per chiarimenti vedi il progetto biografie. La lista contiene solo le 211 persone che sono citate nell'enciclopedia e per le quali è stato implementato correttamente il template Bio. Pagina aggiornata al 2 lug 2025. |

- 1º gennaio - Grigorij Lazarevič Aronov, regista sovietico († 1984)
- 1º gennaio - Barbara Baxley, attrice statunitense († 1990)
- 1º gennaio - Giuseppe Bruno, operaio italiano († 2006)
- 1º gennaio - Valentina Cortese, attrice italiana († 2019)
- 1º gennaio - Rolf Vevle Eriksen, calciatore norvegese († 2007)
- 1º gennaio - Tommaso Galeotti, calciatore italiano
- 1º gennaio - Ellenio Gallo, imprenditore e dirigente sportivo italiano († 2011)
- 1º gennaio - Tibor Garay, calciatore ungherese
- 1º gennaio - Daniel Gorenstein, matematico statunitense († 1992)
- 1º gennaio - Ho Meng-hua, regista e sceneggiatore cinese († 2009)
- 1º gennaio - Milt Jackson, vibrafonista e compositore statunitense († 1999)
- 1º gennaio - Luciano Marchi, calciatore italiano
- 1º gennaio - Davide Nardoni, filologo italiano († 1995)
- 1º gennaio - Ousmane Sembène, scrittore e regista senegalese († 2007)
- 1º gennaio - Domenico Tripodo, mafioso italiano († 1976)
- 2 gennaio - Pasquale Atripaldi, calciatore e allenatore di calcio italiano
- 2 gennaio - Philip J. Davis, matematico statunitense († 2018)
- 2 gennaio - Donato Raguso, allenatore di calcio e calciatore italiano († 1994)
- 2 gennaio - Giuseppe Schirinà, poeta e scrittore italiano († 2004)
- 2 gennaio - Giovanni Secchiaroli, militare italiano († 1942)
- 2 gennaio - Vittorio Tracuzzi, cestista e allenatore di pallacanestro italiano († 1986)
- 2 gennaio - Claudia Vinciguerra, giornalista, critica cinematografica e critica televisiva italiana († 2010)
- 3 gennaio - Renato Guatelli, partigiano italiano († 1944)
- 3 gennaio - Marisa Maresca, showgirl e ballerina italiana († 1988)
- 3 gennaio - Guy Mitchell, cestista statunitense († 1972)
- 3 gennaio - Ferdinando Pastore, calciatore italiano († 2008)
- 3 gennaio - Jacques Remlinger, militare e aviatore francese († 2002)
- 3 gennaio - Hank Stram, allenatore di football americano statunitense († 2005)
- 3 gennaio - Charles Tingwell, attore e regista australiano († 2009)
- 4 gennaio - Cristina Conchiglia, sindacalista e politica italiana († 2013)
- 4 gennaio - Dietrich André Loeber, giurista tedesco († 2004)
- 4 gennaio - Flavio Testi, compositore e musicologo italiano († 2014)
- 4 gennaio - Wilfred Waters, pistard britannico († 2006)
- 5 gennaio - Giuseppe Brolis, dirigente sportivo italiano († 2005)
- 5 gennaio - Virginia Halas McCaskey, dirigente d'azienda statunitense († 2025)
- 5 gennaio - Norberto Méndez, calciatore argentino († 1998)
- 5 gennaio - Nat Neujean, scultore belga († 2018)
- 5 gennaio - Sam Phillips, imprenditore, produttore discografico e disc jockey statunitense († 2003)
- 6 gennaio - Carlo Cesarini da Senigallia, scenografo italiano († 1996)
- 6 gennaio - Luciano Fabbri, calciatore italiano († 1986)
- 6 gennaio - Giuseppe Felici, militare e partigiano italiano († 1944)
- 6 gennaio - Vladimir Kazancev, siepista sovietico († 2007)
- 6 gennaio - Norman Kirk, politico neozelandese († 1974)
- 6 gennaio - Giorgio Magnaghi, calciatore italiano († 2016)
- 6 gennaio - Edward Henryk Materski, vescovo cattolico polacco († 2012)
- 6 gennaio - Luigi Matrone, politico italiano († 2008)
- 6 gennaio - Jimmy Mullen, calciatore inglese († 1987)
- 6 gennaio - Nikolaj Saksonov, sollevatore sovietico († 2011)
- 6 gennaio - Silvano Tartaglini, rugbista a 15 e arbitro di rugby a 15 italiano († 2016)
- 6 gennaio - Mitsuru Yoshida, ufficiale e scrittore giapponese († 1979)
- 7 gennaio - Benito Balducci, pittore italiano († 2007)
- 7 gennaio - Leonardo Garilli, imprenditore, ingegnere e dirigente sportivo italiano († 1996)
- 7 gennaio - Hugh Kenner, critico letterario canadese († 2003)
- 7 gennaio - Jean Lucienbonnet, pilota automobilistico francese († 1962)
- 7 gennaio - Johnny Macknowski, cestista statunitense († 2024)
- 7 gennaio - Gaetano Mariani, critico letterario italiano († 1983)
- 7 gennaio - Gianmarco Mezzadri, calciatore e allenatore di calcio italiano († 1991)
- 7 gennaio - Jerzy Nowosielski, pittore, scenografo e illustratore polacco († 2011)
- 8 gennaio - Bryce DeWitt, fisico statunitense († 2004)
- 8 gennaio - Ivo Michiels, scrittore e giornalista belga († 2012)
- 8 gennaio - Kurt Salterberg, militare tedesco († 2023)
- 8 gennaio - Vasilije Stojković, cestista, giornalista e dirigente sportivo jugoslavo († 2008)
- 8 gennaio - Larry Storch, attore e doppiatore statunitense († 2022)
- 8 gennaio - Giorgio Tozzi, basso statunitense († 2011)
- 8 gennaio - Joseph Weizenbaum, informatico tedesco († 2008)
- 9 gennaio - Dušan Lovriha, partigiano, militare e politico sloveno († 2012)
- 9 gennaio - Mauro Galleni, partigiano, politico e scrittore italiano († 2001)
- 9 gennaio - Karl-Heinz Metzner, calciatore tedesco († 1994)
- 9 gennaio - Raffaele Morbelli, dirigente sportivo italiano († 2017)
- 9 gennaio - Gaby Stenberg, attrice svedese († 2011)
- 9 gennaio - Suh Yun-bok, maratoneta sudcoreano († 2017)
- 10 gennaio - Silvio Corbari, partigiano italiano († 1944)
- 10 gennaio - Ingeborg Drewitz, scrittrice tedesca († 1986)
- 10 gennaio - Paul Mercey, attore svizzero († 1988)
- 10 gennaio - Loris Scricciolo, politico italiano († 2004)
- 11 gennaio - Jerome Bixby, scrittore, curatore editoriale e sceneggiatore statunitense († 1998)
- 11 gennaio - Osie Johnson, batterista, cantante e compositore statunitense († 1966)
- 11 gennaio - Wright King, attore statunitense († 2018)
- 11 gennaio - Paavo Lonkila, fondista finlandese († 2017)
- 11 gennaio - Slavko Luštica, calciatore e allenatore di calcio jugoslavo († 1992)
- 11 gennaio - Jacqueline Maillan, attrice francese († 1992)
- 11 gennaio - Ernst Nolte, storico e filosofo tedesco († 2016)
- 11 gennaio - Carroll Shelby, pilota automobilistico e imprenditore statunitense († 2012)
- 12 gennaio - Giuseppe Bartolomei, politico italiano († 1996)
- 12 gennaio - Ira Hayes, militare nativo americano († 1955)
- 12 gennaio - Giosi Lippolis, poetessa, scrittrice e traduttrice italiana († 2006)
- 12 gennaio - Rubén Maidana, pallanuotista argentino († 2015)
- 12 gennaio - Alice Miller, psicologa, psicoanalista e saggista svizzera († 2010)
- 12 gennaio - Holden Roberto, politico e guerrigliero angolano († 2007)
- 12 gennaio - Sune Wehlin, pentatleta svedese († 2020)
- 13 gennaio - Anna Maria Cantù, velocista italiana († 2008)
- 13 gennaio - Jack Dugger, giocatore di football americano e cestista statunitense († 1988)
- 13 gennaio - Salvatore Greco, mafioso italiano († 1978)
- 13 gennaio - Aristide Griffith, calciatore italiano († 2007)
- 13 gennaio - Joseph Alphonse McNicholas, vescovo cattolico statunitense († 1983)
- 13 gennaio - Wim Slijkhuis, mezzofondista olandese († 2003)
- 14 gennaio - Rosellina Balbi, scrittrice e giornalista italiana († 1991)
- 14 gennaio - Mary Ann Jackson, attrice cinematografica statunitense († 2003)
- 15 gennaio - Ivor Cutler, poeta, cantautore e umorista scozzese († 2006)
- 15 gennaio - Tommy Eglington, calciatore irlandese († 2004)
- 15 gennaio - Erling Gripp, calciatore norvegese († 1957)
- 15 gennaio - Lee Teng-hui, politico taiwanese († 2020)
- 15 gennaio - Giuditto Miele, sindacalista e politico italiano († 2001)
- 15 gennaio - Kōji Miyata, calciatore giapponese
- 15 gennaio - Svatopluk Mrázek, cestista, allenatore di pallacanestro e dirigente sportivo cecoslovacco († 2011)
- 15 gennaio - Jacqueline Pierreux, attrice francese († 2005)
- 15 gennaio - Carla Ravaioli, giornalista, saggista e politica italiana († 2014)
- 15 gennaio - Gastone Roversi, dirigente sportivo e arbitro di calcio italiano († 2021)
- 15 gennaio - Aldo Spinelli, politico italiano († 2011)
- 15 gennaio - Evgenij Jakovlevič Vesnik, attore russo († 2009)
- 16 gennaio - Menotti Avanzolini, calciatore italiano († 2007)
- 16 gennaio - E. G. D. Cohen, fisico olandese († 2017)
- 16 gennaio - Antonio Günther di Oldenburg, politico tedesco († 2014)
- 16 gennaio - Anthony Hecht, poeta statunitense († 2004)
- 16 gennaio - Antonio Manca Serra, baritono italiano († 1956)
- 16 gennaio - József Mészáros, allenatore di calcio e calciatore ungherese († 1997)
- 16 gennaio - Antonio Riboldi, vescovo cattolico italiano († 2017)
- 16 gennaio - Martin Stokken, fondista e mezzofondista norvegese († 1984)
- 17 gennaio - Ettore Arena, partigiano italiano († 1944)
- 17 gennaio - Corrado Böhm, matematico e informatico italiano († 2017)
- 17 gennaio - Giovanni Dusi, scrittore e partigiano italiano († 2003)
- 17 gennaio - Sergio Travaglia, politico e avvocato italiano († 2020)
- 18 gennaio - Bruno Battaglia, biologo italiano († 2011)
- 18 gennaio - René Maillard, calciatore svizzero († 2005)
- 18 gennaio - Umberto Ricci, partigiano italiano († 1944)
- 18 gennaio - Carlos Septién, calciatore messicano († 1978)
- 18 gennaio - Gyula Szilágyi, calciatore ungherese († 2001)
- 18 gennaio - Gerrit Voorting, ciclista su strada e pistard olandese († 2015)
- 19 gennaio - Aldo Albera, canoista italiano († 2003)
- 19 gennaio - Eugénio de Andrade, poeta e scrittore portoghese († 2005)
- 19 gennaio - Fabiano De Zan, politico italiano († 2013)
- 19 gennaio - Zeffiro Furiassi, calciatore e allenatore di calcio italiano († 1974)
- 19 gennaio - Patricia Moyes, scrittrice, drammaturga e sceneggiatrice britannica († 2000)
- 19 gennaio - Baldassare Porto, velocista italiano († 2013)
- 19 gennaio - Jean Stapleton, attrice statunitense († 2013)
- 19 gennaio - Markus Wolf, agente segreto tedesco-orientale († 2006)
- 20 gennaio - Marcel Bekaert, ciclista su strada, ciclocrossista e dirigente sportivo belga († 1992)
- 20 gennaio - Nora Brockstedt, cantante norvegese († 2015)
- 20 gennaio - Marcello Gigante, filologo classico, bizantinista e papirologo italiano († 2001)
- 20 gennaio - Pëtr Ionovič Jakir, storico sovietico († 1982)
- 20 gennaio - Rentarō Mikuni, attore e regista giapponese († 2013)
- 20 gennaio - Antonio Ruju, pittore e poeta italiano († 2006)
- 21 gennaio - Herbert Bliss, danzatore statunitense († 1960)
- 21 gennaio - Severino Fallucchi, ammiraglio e politico italiano († 2012)
- 21 gennaio - Lola Flores, cantante, ballerina e attrice spagnola († 1995)
- 21 gennaio - Judith Merril, autrice di fantascienza statunitense († 1997)
- 21 gennaio - Elio Martinis, calciatore italiano
- 21 gennaio - Alberto de Mendoza, attore argentino († 2011)
- 21 gennaio - Pahiño, calciatore spagnolo († 2012)
- 21 gennaio - Stefano Servadei, politico italiano († 2016)
- 21 gennaio - Rexhep Spahiu, calciatore e allenatore di calcio albanese († 1993)
- 22 gennaio - Leslie Bassett, compositore e docente statunitense († 2016)
- 22 gennaio - Diana Douglas, attrice britannica († 2015)
- 22 gennaio - Marcus Vinícius Dias, cestista brasiliano († 1992)
- 23 gennaio - Horace Ashenfelter, siepista e mezzofondista statunitense († 2018)
- 23 gennaio - Pio Baldelli, scrittore, giornalista e critico cinematografico italiano († 2005)
- 23 gennaio - Silvano Campeggi, pittore italiano († 2018)
- 23 gennaio - Aldo De Jaco, giornalista e scrittore italiano († 2003)
- 23 gennaio - Giuseppe Dispinzeri, allenatore di pallacanestro italiano († 2013)
- 23 gennaio - Michel Droit, romanziere e giornalista francese († 2000)
- 23 gennaio - Harold Grad, matematico statunitense († 1986)
- 23 gennaio - Walter M. Miller, autore di fantascienza statunitense († 1996)
- 23 gennaio - Héctor Flores Osuna, compositore e musicista portoricano († 2004)
- 23 gennaio - Bobby Tucker, musicista statunitense († 2008)
- 24 gennaio - Javier Azagra Labiano, vescovo cattolico spagnolo († 2014)
- 24 gennaio - Simeon ten Holt, compositore olandese († 2012)
- 24 gennaio - Amedeo Molnár, teologo, storico e medievista ceco († 1990)
- 24 gennaio - Giorgio Luciano Verda, politico italiano († 2002)
- 25 gennaio - Filippo Cammoranesi, calciatore e allenatore di calcio italiano
- 25 gennaio - Arvid Carlsson, medico e neuroscienziato svedese († 2018)
- 25 gennaio - Alice Ceresa, scrittrice svizzera († 2001)
- 25 gennaio - Renato Ghiotto, scrittore, giornalista e sceneggiatore italiano († 1986)
- 25 gennaio - Shōtarō Ikenami, scrittore giapponese († 1990)
- 25 gennaio - Kō Nishimura, attore giapponese († 1997)
- 25 gennaio - Alberto Piccinini, allenatore di calcio e calciatore italiano († 1972)
- 25 gennaio - Fernando Ronchetti, pittore italiano († 2005)
- 26 gennaio - Giuliano Bertuccioli, sinologo e diplomatico italiano († 2001)
- 26 gennaio - Aldo Boggia, calciatore svizzero († 2003)
- 26 gennaio - Aldo Davanzali, imprenditore italiano († 2005)
- 26 gennaio - Vladimir Isaakovič Del'man, direttore d'orchestra sovietico († 1994)
- 26 gennaio - Anne Jeffreys, attrice, soprano e modella statunitense († 2017)
- 26 gennaio - Erhard Meinhold, calciatore tedesco orientale († 2013)
- 26 gennaio - Eva Preussová, cestista cecoslovacca († 2016)
- 27 gennaio - Waldir Azevedo, compositore brasiliano († 1980)
- 27 gennaio - Arduino Bizzarro, partigiano e militare italiano († 1945)
- 27 gennaio - Enrico Braggiotti, banchiere italiano († 2019)
- 27 gennaio - Giuseppe Fiori, giornalista, scrittore e politico italiano († 2003)
- 27 gennaio - Nermin Sultan, principessa ottomana († 1998)
- 27 gennaio - Amedeo Montemaggi, storico, saggista e giornalista italiano († 2011)
- 27 gennaio - Luigi Parrocchetti, calciatore italiano
- 28 gennaio - Richard Herrmann, calciatore tedesco occidentale († 1962)
- 28 gennaio - Léon Lampo, cestista belga († 1985)
- 28 gennaio - Fausto Papetti, sassofonista italiano († 1999)
- 28 gennaio - Giuseppe Picedi Benettini, partigiano italiano († 1944)
- 28 gennaio - Ivo Robić, cantautore croato († 2000)
- 28 gennaio - Roberto Roversi, scrittore, poeta e paroliere italiano († 2012)
- 28 gennaio - Cosma Spessotto, presbitero e francescano italiano († 1980)
- 29 gennaio - Alessandro Agrimi, avvocato e politico italiano († 1999)
- 29 gennaio - Paul Campani, animatore, fumettista e regista italiano († 1991)
- 29 gennaio - Nunzio Caroleo, politico italiano († 1969)
- 29 gennaio - Paddy Chayefsky, drammaturgo, sceneggiatore e scrittore statunitense († 1981)
- 29 gennaio - Luciano Lupi, calciatore e allenatore di calcio italiano († 2002)
- 29 gennaio - Ugo Pericoli, costumista e scenografo italiano († 1999)
- 30 gennaio - Walt Dropo, giocatore di baseball, cestista e giocatore di football americano statunitense († 2010)
- 30 gennaio - Leonid Gajdaj, regista, sceneggiatore e attore sovietico († 1993)
- 31 gennaio - Giuseppe Alessandrini, politico italiano († 2001)
- 31 gennaio - Larry Buchanan, regista, sceneggiatore e produttore cinematografico statunitense († 2004)
- 31 gennaio - Norman Mailer, scrittore statunitense († 2007)
- 31 gennaio - Jorge María Mejía, cardinale e arcivescovo cattolico argentino († 2014)
- 31 gennaio - Maurice Michael Otunga, cardinale e arcivescovo cattolico keniota († 2003)
- 31 gennaio - Adela Forestello, attivista argentina († 2021)